# Tom Barman
Tom (Johannes) Barman (Thomas Andrew Barman) (Antwerpen, 1 januari 1972) is een Belgische muzikant, zanger, songwriter best bekend als frontzanger en gitarist van de groep dEUS, en filmregisseur.

## Biografie
Barman studeerde aan de filmschool Sint Lukas Hogeschool in Brussel maar maakte zijn studies niet af omwille van zijn andere passie: muziek. Hij verkoos een muziekcarrière met zijn rockgroep dEUS opgericht in 1989. DEUS kwam in 1992 in de finale van Humo's Rock Rally en werd daarna een bekende band in binnen- en buitenland.

### Filmactiviteiten
Ondanks zijn muzikale activiteiten met dEUS kon hij zijn filmische talenten wel gebruiken, onder meer met het regisseren van de videoclips voor zijn eigen band dEUS, Arno en Axelle Red en met het maken van een kortfilm in 1996: Turnpike.
Na het afronden van de tournee van de derde dEUS-plaat The Ideal Crash kon Barman beginnen aan een lang gekoesterde droom: het maken van een speelfilm. In de zomer van 2002 begon hij aan de opnamen van zijn eerste avondvullende film Any Way the Wind Blows in Antwerpen die in 2003 in de zalen een redelijk succes kende. 
Begin mei 2022 kondigde Barman aan klaar te zijn met een nieuw filmscenario. Wanneer de opnames kunnen starten is nog onbekend. 

### Muzikale projecten
Barman houdt zich op muzikaal gebied naast dEUS nog bezig met andere projecten. Zo waren er akoestische concerten samen met Guy Van Nueten en tussen 2004 en 2018 dj-sets met Magnus, een dance-project van Barman samen met CJ Bolland. Met Robin Verheyen richtte hij in 2014 de jazzband TaxiWars op. 
Met Magnus nam Barman in 2003 ook een plaat op die in 2004 in de winkelrekken lag: The Body Gave You Everything. Enkele nummers van deze plaat gebruikte Barman ook in Any Way the Wind Blows. Op Magnus' debuutalbum staan ook gastbijdragen van onder anderen Mauro Pawlowski, Tim Vanhamel (Millionaire) en Peter Vermeersch.
Van zijn concerten met Van Nueten verscheen in 2003 een live-registratie, bestaande uit een cd met tien tracks en een sacd met nog eens zes tracks. De set bevat zowel dEUS-nummers alsmede covers van artiesten als Nick Drake, David Bowie en Joni Mitchell ingespeeld door Tom Barman op zang en gitaar en Guy Van Nueten op piano.

### Recente activiteiten
Op 12 september 2005 verscheen de plaat Pocket Revolution van dEUS. Nadien vertrok dEUS op tournee door België, Frankrijk, Nederland, de rest van Europa en Amerika. In hetzelfde jaar was hij tevens gast bij het Nederlandse programma Zomergasten.
Op 1 oktober 2006 organiseerde hij samen met Arno en Sioen de 0110-concerten voor verdraagzaamheid, tegen racisme, extremisme en zinloos geweld. Eind 2006 bracht hij de compilatie-cd That's Blue! + Painters Talking uit: een selectie jazztracks waaraan geluidsfragmenten uit interviews met bekende schilders als Jasper Johns, Kenneth Noland, Barnett Newman, Willem de Kooning en Robert Rauschenberg zijn gesampeld.
In 2007 werkte Barman mee aan het nieuwe album van The Scene. Op dit album, 2007 genaamd, vertolkt hij samen met de band het nummer 'Rigoureus'.
In 2008 bracht dEUS de plaat Vantage Point uit.
In 2009 zong Tom Barman mee op 'Sisters & Empathy' van Axelle Red.
Op 16 september 2011 werd de opvolger van Vantage Point uitgebracht. De naam van dit album is Keep You Close.
Op 1 juni 2012 werd onverwacht het album van dEUS Following Sea uitgebracht.
Vanuit een sterke interesse voor jazz richtte hij in 2014 met Robin Verheyen de jazzband TaxiWars op. In 2015 kwam hun debuutalbum TaxiWars uit, in 2016 verscheen het album Fever. Zij traden voor het eerst op op Gent Jazz in 2014. Later volgde o.a. Jazz Middelheim in 2015 en het North Sea Jazzfestival. Barman treed regelmatig op met de vierkoppige band. Hij werkte aan hun derde album Artificial Horizon dat uitkwam in 2019.
In 2019 tourde hij met dEUS door Europa met The Ideal Crash 20th Anniversary Tour. Tijdens de tour werd de documentaire 'Confessions to dEUS' gemaakt door Fleur Boonman. Barman was hierbij zeer betrokken. 
Fotografie is eveneens zijn interessegebied. In 2019 stelde hij voor het eerst zijn foto's tentoon, in 2020 gevolgd door uitgave van een fotoboek Hurry up and wait (zie trivia).
Met dEUS werkte hij tijdens de pandemie aan een nieuw album. In november 2022 werd aangekondigd dat het in februari 2023 uitgebracht zou worden. Must Have Been New was de eerste single hieruit. Ondertussen schreef hij ook aan het scenario voor een nieuwe film. Op 17 februari 2023 kwam het achtste album van dEUS How to replace it uit. Barman maakte ook de foto voor de hoes. De Europese tournee van dEUS ging van start op 14 maart 2023 met het eerste van vier concerten in de AB.     
Barman filmde de videoclip van How to replace it. 

## Onderscheidingen
Barman kreeg op 21 juli 2007 tijdens de Gentse Feesten op Sint-Jacobs de Prijs voor de Democratie van de lokale feitelijke vereniging Democratie 2000 omwille van zijn rol bij de 0110-concerten. De prijs omvat een door Walter De Buck ontworpen beeldje.
Medio november 2007 werd eveneens bekendgemaakt dat Barman de tweejaarlijks uitgereikte gouden erepenning van het Vlaams Parlement kreeg toegewezen.
In december 2008 won Barman een prijs op het Internationaal Kortfilmfestival Leuven (IKL) voor zijn clip 'Eternal Woman'.

## Trivia
- In 2005 werd Barman genomineerd voor de titel De Grootste Belg in de Vlaamse versie van de wedstrijd. Hij eindigde op nr. 65.
- In 2006 (13 december) werd hij door Focus Knack, naast Karel De Gucht en Raf Simons, verkozen tot Man van het Jaar 2006.
- In de stripreeks De Kiekeboes wordt in het album Geld terug (2008) een woordspeling op zijn naam gemaakt. De barkeeper van een discotheek heet 'Tom, de barman' en lijkt fysiek ook een beetje op de zanger.
- In 2009 brachten Manu Riche en Renaat Lambeets een documentaire rond Barman uit: Tempo of a Restless Soul. De documentaire volgt Barman in de periode 2005-2009.
- In 2010 tekent dEUS een platencontract bij PIAS (play it again sam) voor de verdeling buiten België.
- Voor Kunsthal KAdE in Amersfoort stelde hij in 2014 een expositie samen over 100 jaar Belgische kunst. [8]
- Hij is ook fotograaf. Dit begon als tijdverdrijf terwijl hij op tournee was met dEUS of Taxiwars. Van november 2019 tot in 2020 stelde hij voor het eerst zijn foto's tentoon, eerst in het sterrenrestaurant Hof Van Cleve. Dit werd in 2020 gevolgd door een eigen expo Hurry up and wait in Antwerpen en de uitgave van een fotoboek met dezelfde titel. [9] Tijdens de Rotterdam Art Week in mei 2022 werd de expo getoond in Galerie Weisbard.
- Hij maakte de foto's voor de hoes van Artificial Horizon van Taxiwars, The Best of van Magnus en voor How te replace it van dEUS.
- Barman zingt voornamelijk in het Engels, maar houdt van Frans parlando, te horen in Quatre Mains en Le Blues Polaire van dEUS en Soliloque van Taxiwars.

## Discografie

### Albums
| Album met hitnotering(en) in de Vlaamse Ultratop 200 albums | Datum van verschijnen | Datum van binnenkomst | Hoogste positie | Aantal weken | Opmerkingen        |
| ----------------------------------------------------------- | --------------------- | --------------------- | --------------- | ------------ | ------------------ |
| Live                                                        | 2003                  | 29-11-2003            | 11              | 18           | met Guy Van Nueten |
| That's Blue! - Blue note's sidetracks vol. 7                | 2006                  | 16-12-2006            | 30              | 9            |                    |

### Singles
| Single met eventuele hitnotering(en) in de Nederlandse Top 40 | Datum van verschijnen | Datum van binnenkomst | Hoogste positie | Aantal weken | Opmerkingen                                            |
| ------------------------------------------------------------- | --------------------- | --------------------- | --------------- | ------------ | ------------------------------------------------------ |
| Zanna                                                         | 28-11-2011            | -                     |                 |              | met Selah Sue & The Subs / Nr. 72 in de Single Top 100 |

| Single met hitnotering(en) in de Vlaamse Ultratop 50 | Datum van verschijnen | Datum van binnenkomst | Hoogste positie | Aantal weken | Opmerkingen                                                  |
| ---------------------------------------------------- | --------------------- | --------------------- | --------------- | ------------ | ------------------------------------------------------------ |
| Zanna                                                | 2011                  | 10-12-2011            | 1(4wk)          | 11           | met Selah Sue & The Subs / Nr. 9 in de Radio 2 Top 30 / Goud |